# 成都荛花
成都荛花（学名：Laplacea haoii）为山茶科南美大头茶属的植物，为中国的特有植物。分布于中国大陆的甘肃、四川等地，生长于海拔2,500米的地区，见于山地路边，目前尚未由人工引种栽培。